# Landschafts-Apotheke (Baden)

Die Apotheke auf dem Hauptplatz 2 im Jahr 1891

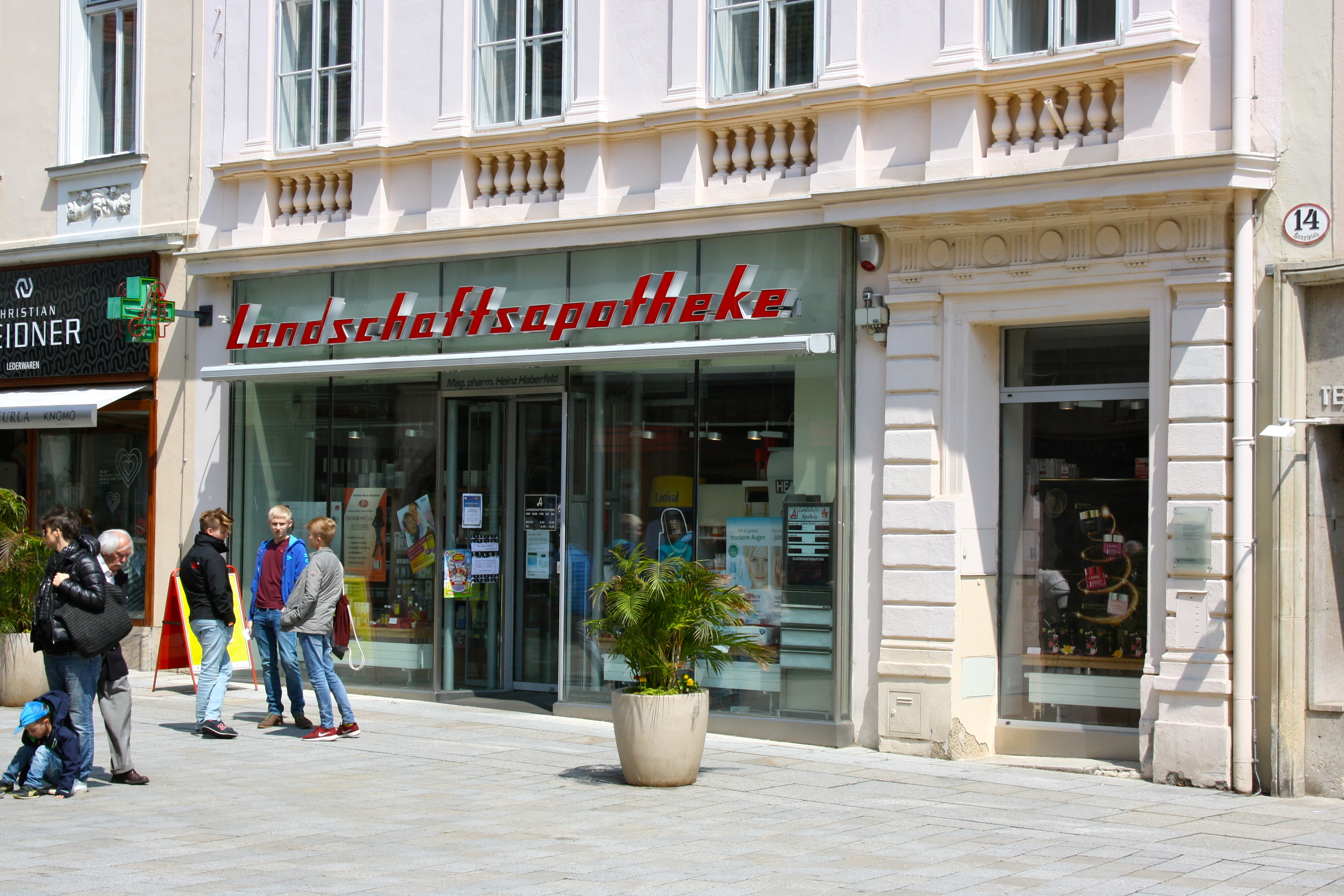
Die Apotheke auf dem Hauptplatz 13 im Jahr 2016

Die Landschafts-Apotheke ist die älteste Apotheke Badens bei Wien in  Niederösterreich. Sie war auch eine der ersten Landschafts-Apotheken des Industrieviertels, die heute noch besteht.

## Entstehung
Die ältesten Aufzeichnungen über die Badener Apotheke stammen aus der Zeit um 1600. Die ersten Besitzer findet man in den Bürgerverzeichnissen der Stadt vor 1683, dem Jahr der Zweiten Türkenbelagerung. So findet man Einträge von 1602, 1619 und 1669 über verschiedene Eigentümer der Apotheke. Auch später findet man immer wieder Eintragungen.
Während die früheren Eintragungen immer wieder Lücken aufweisen, sind kontinuierliche Aufzeichnung ab dem 19. Jahrhundert vorhanden. Herausragend ist unter den Eigentümern der Badener Bürgermeister Johann Nepomuk Trost bis in das Jahr 1866.
Als Trost verstarb, übernahm sein Schwiegersohn Leopold Schwarz, der auch Lehrer und Mitbegründer des "Spitales für arme skrophulöse Kinder" war. Er führte sie aber nur zehn Jahre lang, bis auch er starb.
Einer seiner Söhne, Karl Guido Schwarz, führte zu Lebzeiten seiner Mutter bis 1888 die Landschafts-Apotheke als Provisor und von da an als Besitzer bis 1912.

## Heutiger Familienbesitz
Von Heinrich Renie erwarb bereits ein Jahr später, 1913 Otto Haberfeld die Apotheke. Er war bereits vorher 15 Jahre lang Provisor in einer anderen Badener Apotheke. Erzherzog Eugen verlieh der Apotheke den Titel als seinen Kammerlieferanten. Haberfeld besaß und leitete die Apotheke persönlich bis zu seinem Tod im Jahr 1925.
Mit dem Provisor Adolf Ehler führte die Witwe Ida Haberfeld die Apotheke bis zu ihrem Tod im Jahr 1934 weiter. Die Söhne Kurt und Heinz, die im Buch "Vom Brot im Meer" von Elsie Slonim Erwähnung finden (sie stellten das Grammophon und die Schallplatten für Tanzstunden in jüdischen Privathäusern bei), konnten nach dem Anschluss nach Südamerika flüchten. Die Apotheke wurde „arisiert“.
Über die Kriegsjahre bis zum Jahr 1948 führte Rita Lanzdorf die Apotheke von Alois Brinke. Im Jahr 1948 wurde die Apotheke wieder an die ursprünglichen Besitzer, die beiden Brüder der Familie Haberfeld zurückgegeben. Da die beiden noch in Buenos Aires lebten, wurde die Apotheke an Adolf Ehler, der schon einmal die Apotheke leitete, verpachtet.
Im Jahr 1961 kehrte Heinz Haberfeld, inzwischen verheiratet, mit zwei Kindern wieder nach Baden zurück und übernahm die Apotheke. Sein Bruder starb 1966 in Buenos Aires.
In der Zwischenzeit führt Heinz Haberfeld junior in dritter Generation in einer Familie die Apotheke mit Wurzeln, die an den Beginn der Neuzeit reichen.